# David Copperfield (película de 1935)
David Copperfield es una película estadounidense basada en la novela homónima de Charles Dickens y dirigida por George Cukor.

## Argumento
Cuando muere su madre (Elizabeth Allan), David (Freddie Bartholomew) queda tutelado por su padrastro, que lo lleva a Londres y lo obliga a trabajar para un supuesto tío suyo bastante excéntrico.

## Candidaturas y premios
8.ª edición de los Premios Óscar
| Categoría                    | Persona                  | Resultado |
| ---------------------------- | ------------------------ | --------- |
| Producción sobresaliente     | Producción sobresaliente | Nominada  |
| Mejor montaje                | Robert Kern              | Nominado  |
| Mejor asistente de dirección | Joseph M. Newman         | Nominado  |

National Board of Review
| Año  | Reconocimiento              | Resultado |
| ---- | --------------------------- | --------- |
| 1935 | Diez mejores filmes del año | Incluida  |

- George Cukor estuvo entre los nominados a la Copa Mussolini del Festival Internacional de Cine de Venecia.